# 브래드 구잔
브래들리 에드윈 구잔(영어: Bradley Edwin Guzan, 1984년 9월 9일 ~ )은 미국의 축구 선수로, 현재 메이저 리그 사커의 애틀랜타 유나이티드에서 뛰고 있다.

## 수상 경력

### 국가대표
- CONCACAF 골드컵: 2007, 2017, 2021

### 클럽

#### 애스턴 빌라
- 피스컵: 2009

### 개인
- MLS 베스트 일레븐: 2007
- MLS 올해의 골키퍼: 2007